# Limburgs Landschap vzw
Limburgs Landschap vzw is een terrein beherende natuurvereniging die actief is in de Belgische provincie Limburg. Deze vereniging richt zich vooral op aankoop en beheer van natuurgebieden en natuurbeleving en heeft ongeveer 2650 hectare (2020) natuur in beheer.
De vereniging werd in 1971 opgericht, met als eerste doel om het Stramprooierbroek te redden, dat met vernieling bedreigd werd. Vanaf 1985 verkreeg de vereniging aankoopsubsidies van gemeentelijke en provinciale overheden en van de Vlaamse Gemeenschap. Per jaar neemt het bezit van de vereniging toe met ongeveer 100 ha.